# Affaire Thalamas
 (juin 2010).

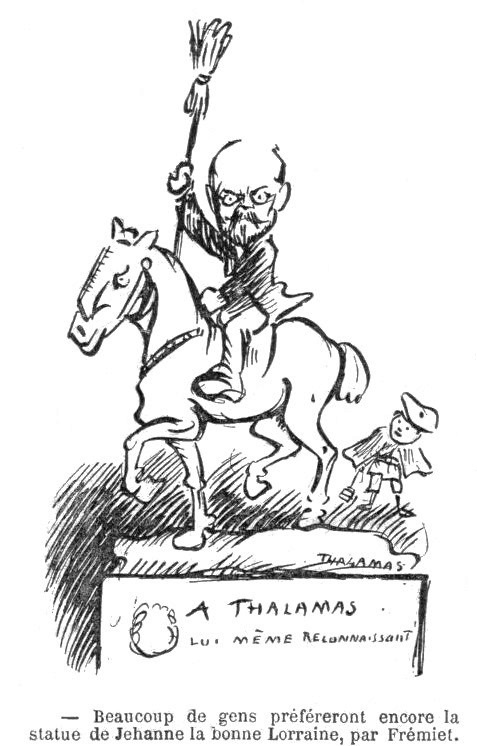
Caricature de Thalamas par Henry Somm dans Le Rire, 1904.

L’affaire Thalamas est une polémique dans l'enseignement français naissant en 1904 autour des cours du professeur Amédée Thalamas portant sur Jeanne d'Arc.
Lorsque les Camelots du roi, militants d'extrême droite de l’Action française, décident de s'opposer à ce cours à la Sorbonne en 1908, la polémique gagne considérablement en ampleur. Pendant trois mois, les cours en question sont interrompus, de nombreuses manifestations se tiennent dans le Quartier latin et les émeutes étudiantes aboutissent à une occupation du ministère de la Justice.

## Prémices au lycée Condorcet

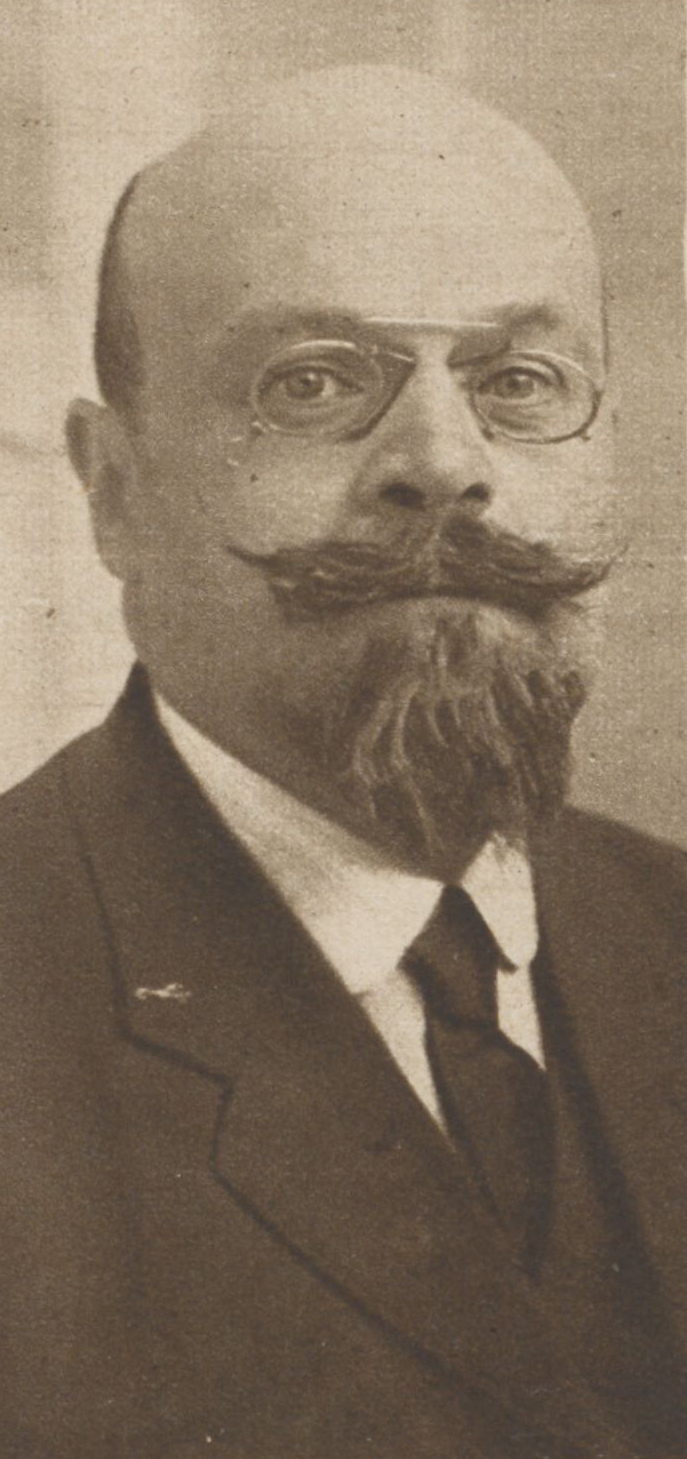
Amédée Thalamas,
photographie d'Henri Manuel
publiée dans Le Miroir,
29 mars 1914.

L'affaire Thalamas démarre en novembre 1904. À la suite d'un cours du professeur sur Jeanne d’Arc à une classe de seconde au lycée Condorcet, dans lequel il affirmait que l'héroïne avait été en proie à des hallucinations auditives (et remettait en cause le caractère sacré de la figure), le député nationaliste de Paris Georges Berry dénonce un outrage à sa mémoire.
Ce cours faisait suite à la publication de son livre intitulé Jeanne d’Arc, l’histoire et la légende qui exposait d'une manière jugée « positiviste »[réf. nécessaire] la vie de la Pucelle d'Orléans.
L'intervention du député donne lieu à des polémiques dans la presse, à des manifestations, à un débat à la chambre des députés, puis au duel entre Paul Déroulède et Jean Jaurès en décembre 1904. Dans ce contexte, une enquête est ouverte par le ministre de l'Instruction publique, Joseph Chaumié. Celle-ci mène à un blâme du professeur, pour avoir manqué de tact et de mesure. Le professeur est alors déplacé du lycée Condorcet au lycée Charlemagne.

## Affaire Thalamas à la Sorbonne

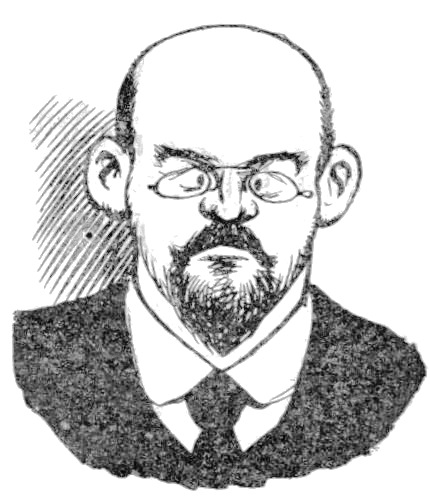
Caricature de Thalamas par Albert Guillaume dans Le Rire, 1904.

Quatre ans plus tard, l'affaire se relance lorsque Thalamas est nommé à la Sorbonne. Thalamas ne possédant pas de titre de docteur ès lettres, le Conseil des professeurs de la faculté de lettres, présidé par le doyen, Alfred Croiset, l'avait autorisé en novembre 1908 à l'ouverture d'un cours libre, hebdomadaire, sur la Pédagogie de l’Histoire pour l'hiver 1908-1909. Ce cours était scindé en douze petits cours.
Les Camelots du roi dirigés par Maxime Real del Sarte décident dès lors d’interrompre chaque mercredi le cours, parfois avec violence, jusqu'à l'administration d'une fessée publique à Thalamas par Lucien Lacour et d'autres Camelots du Roi.

### Sources primaires
- Amédée Thalamas, Jeanne d’Arc, l’histoire et la légende, Paris, Paul Paclot & Cie, 1904, 63 p.
- Almanach de l'Action française 1910, Action française, 1910 (lire en ligne).
- « L'Affaire Thalamas à la Chambre : la Cause de l'Université défendue par Jean Jaurès », Revue des lycées et des collèges : semi-mensuelle : organe indépendant de l'enseignement secondaire public, Paris, Librairie des Deux-mondes, no 1 (1re année),‎ 25 décembre 1904, p. 4–9 (lire en ligne).
- « Le procès de M. Pujo. - Tribunal correctionnel de la Seine (Première Chambre). - Plaidoirie de Me de Roux », Revue des grands procès contemporains : Recueil d'éloquence judiciaire donnant, chaque mois, le texte intégral des principaux plaidoyers et réquisitoires, t. XXVII,‎ 1909, p. 335–340 (lire en ligne).